# Ernst Semmler
Ernst Semmler (* 30. Juli 1888 in Berlin; † 8. März 1970 in Falkensee) war ein deutscher Maler und Gebrauchsgrafiker.

## Leben und Werk
Semmler studierte bei Emil Orlik an der Staatlichen Lehranstalt des Berliner Kunstgewerbemuseums und war danach von 1911 bis 1945 Leiter des Werbeateliers der Siemens-Schuckert-Werke in Berlin. Er war Mitglied des Bundes Deutscher Gebrauchsgraphiker e.V. und gehörte zu den namhaftesten Werbegrafikerin dieser Zeit. 1926 errang er bei 359 eingereichten Entwürfen den 2. Preis des Plakatwettbewerbs der Universum Film-AG für den Murnau-Film „Faust“.
Nach dem Ende des Zweiten Weltkriegs arbeitete Semmler bis zu seinem Ableben als freischaffender Künstler in Falkensee. Er war Mitglied des Verbands Bildender Künstler der DDR und u. a. 1949 in Berlin auf der Ausstellung Mensch und Arbeit vertreten.

## Zeitgenössische Rezeption
Bei der Werbedrucksachen der Firma Siemens-Schuckert haben „alle Erfordernisse neuzeitlicher Reklame richtige Beachtung gefunden. Trotz aller Sachlichkeit wird doch bei den Dingen, die direkt zum Publikum sprechen, auf eine bestimmte Atmosphäre großer Wert gelegt. Das Hauptverdienst an diesem Werbeerfolg gebührt hier dem Oberingenieur Heinzenberg und dem Atelierleiter Ernst Semmler.“

## Werke (Auswahl)

### Werbegrafik (Auswahl)
- Gebrüder Siemens & Co. Berlin-Lichtenberg (1920)[3]
- House Service Pumps. Siemens-Schuckert (1924)[4]
- Schweißanlagen Siemens-Schuckert (1926)[5]
- Hochspannungskabel (1926)[6]
- Neue Hochleistungs-Hand-Bohrmaschinen Siemens Schuckert (1930)[7]

### Freie Malerei, Grafik und Zeichenkunst (Auswahl)
- Krantor Danzig um 1850 (Holzschnitt)
- Kronprinz Friedrich und Generale (Öl)
- Zentrales Pionierlager „Wilhelm Pieck“ (kolorierte Federzeichnung, 1952)[8][9]